# Kovács Mária (ökölvívó)
Kovács Mária (Budapest, 1981. július 5. –) világbajnok ökölvívó.

## Pályafutása
Minden idők legsikeresebb magyar amatőr bokszolónője karrierje nagy részében a Pécsi VSK színeiben versenyzett.
2001-ben a pennsylvaniai Scrantonban rendezték az első női ökölvívó-világbajnokságot, ahol az akkor 20 éves Kovács ezüstérmet szerzett nehézsúlyban. 2002-ben lett első alkalommal világbajnok, miután a döntőben legyőzte az orosz Marija Jovorszkaját. Első Európa-bajnoki címét hazai közönség előtt, Pécsett szerezte 2003-ban. Kontinensbajnoki címét 2004-ben megvédte, ahogyan a 2005-ös világbajnokságon is ismételni tudott. Mindkét versenyen közel volt ahhoz, hogy zsinórban háromszor nyerje el a címet, ám a 2005-ös Eb-n és a 2006-os vb-n is alulmaradt aktuális ellenfelével szemben a fináléban. 
Az Európa-bajnoki trónt 2006-ban szerezte vissza, egy évvel később pedig ismét a dobogó második fokára állhatott fel. A 2009-es Eb-n már félnehézsúlyban indult, és új súlycsoportjában is Eb-bronzérmet szerzett, majd középsúlyúként lett harmadik a 2010-es világbajnokságon. A magyar bajnokságon több mint másfél évtizedig veretlen volt. Visszatért nehézsúlyba, és a +81 kilogrammosok között 2014-ben negyedszer is Eb-győztes lett. 
Versenyzői karrierjét a 2016-os világbajnokság után zárta le. 2016 és 2019 között az ökölvívó női szakág szövetségi kapitányi tisztét töltötte be.

## Eredményei
Magyar bajnokság
- 75 kg
  - Aranyérmes: 2010, 2011

- 80 kg
  - Aranyérmes: 2008

- 81 kg
  - Aranyérmes: 2009

- 86 kg
  - Aranyérmes: 2003, 2004, 2005, 2006, 2007

- +81 kg
  - Aranyérmes: 2001, 2002, 2012, 2013

## Díjai, elismerései
- Az év magyar ökölvívója: 2002–2006, 2010, 2014 (7)